# Por amar sin ley
Por amar sin ley (lit. Para Amar Sem Lei) é uma telenovela mexicana produzida por José Alberto Castro para a Televisa e foi exibida pelo Las Estrellas desde 12 de fevereiro substituindo Caer en tentación e sendo substituída por La piloto 2 no horário nobre.
A segunda temporada foi exibida, no México, pelo Las Estrellas de 3 de março a 5 de julho de 2019, substituindo Amar a muerte a sendo substituída por Sin miedo a la verdad 2.
É uma adaptação da telenovela colombiana La ley del corazón produzida em 2016.
É protagonizada por Ana Brenda Contreras e David Zepeda com José Maria Torre, Sergio Basañez, Altair Jarabo, Ilithya Manzanilla, Manuel Balbi, Víctor García, Kimberly Dos Ramos, Marc Clotet, Alejandra García e Julio Vallado e antagonizada por Julián Gil, Pablo Valentín, Geraldine Bazán, Moisés Arizmendi, Eva Cedeño, Mar Zamora e Axel Ricco e com atuaçãoes estelares de Guillermo García Cantú, Azela Robinson, Roberto Ballesteros, Leticia Perdigón, Issabela Camil e Marco Méndez além de contar com diversas participações especiais cumprindo o expediente como clientes do escritório fictício Vega y Asociados.

## Enredo
Esta é a história de dois advogados especializados em direito da família, Ricardo Bustamante e Alejandra Ponce, que apesar de terem vindo de dois desapontamentos e estarem em um mundo onde o amor parece perder força, diante de tanto divórcio, eles ainda acreditam em encontre o amor verdadeiro
A história começa quando "Alejandra" está prestes a se casar com Carlos Ibarra, um advogado especializado em direito familiar, mas o que seria o dia mais feliz de sua vida tornou-se um pesadelo, porque quando ela chega na igreja para se casar, eles levam seu noivo preso, acusado de assassinato.
Todos os elementos da investigação parecem acusar Carlos do homicídio da stripper com quem ele estava no seu despedida de solteiro, uma noite antes do casamento, se isso não bastasse, Alejandra descobre que Carlos teve relações sexuais com a dançarina, então, em um piscar de olhos, tudo o que ele acreditava sobre Carlos e o amor, se desfaz. Alejandra sofre um profundo desapontamento ao ver quem acreditava ser o amor de sua vida, na prisão.
Por sua parte, Ricardo Bustamante, um dos sócios do prestigiado escritório de advocacia Vega e asociados, enfrenta o mesmo processo que muitos de seus clientes realizam, já que ele se divorcia de sua esposa, Elena Fernández, depois que ela foi infiel. A parte mais dolorosa deste divórcio é ter que se separar dos filhos de Elena, a quem ele vê como seus, já que, embora não sejam seus filhos biológicos, ele os ama com todo seu coração por que os criou desde a infância.
Apesar de seus conflitos pessoais, tanto Alejandra como Ricardo devem continuar em seu trabalho e é quando eles se enfrentam como opostos em um caso polêmico de reconhecimento legal de um menor, onde os dois terão que demonstrar suas habilidades e talentos, isso vai acabar juntando-se a eles mais e reconhecem mutuamente o bom trabalho que fizeram. É assim que, depois de serem contrários, acabam fazendo uma excelente equipe, e Ricardo lhe oferece uma posição em seu escritório de advocacia; pouco a pouco e após a coexistência diária, um amor forte começa a crescer entre eles.
Infelizmente, com Carlos na prisão, Alejandra enfrenta um dilema em seu coração, ela não se entrega totalmente ao amor que sente por Ricardo, por se sentir culpada por ser feliz. Enquanto isso, Carlos, que ela acreditava ser o amor de sua vida, está na prisão. O que ela não percebe é que Carlos, como um movimento para sua defesa, pede que seu caso seja tomado por Leonardo e Roberto, os melhores criminosos de Vega e associados, como uma tática para o juiz e funcionários judiciais acreditarem é inocentes, uma vez que estão sendo defendidos pelos advogados da empresa que são de sua competência. Leonardo e Roberto conseguem retirar Carlos da prisão, quando Ricardo e Alejandra estão mais apaixonados, no entanto, o caso não foi encerrado, porque não há provas, não porque tenha provado sua inocência.
Isto é, quando as táticas usadas no campo jurídico são exercidas entre Ricardo e Alejandra, porque Carlos não quer perder e está disposto a fazer qualquer coisa para recuperar seu amor; no final, suas manipulações e blackmails servem para distanciá-la de Ricardo. Assim, depois de muitos confrontos e problemas, Ricardo e Alejandra descobrirão que estarão dispostos a desafiar tudo. Amar sem lei.

## Elenco

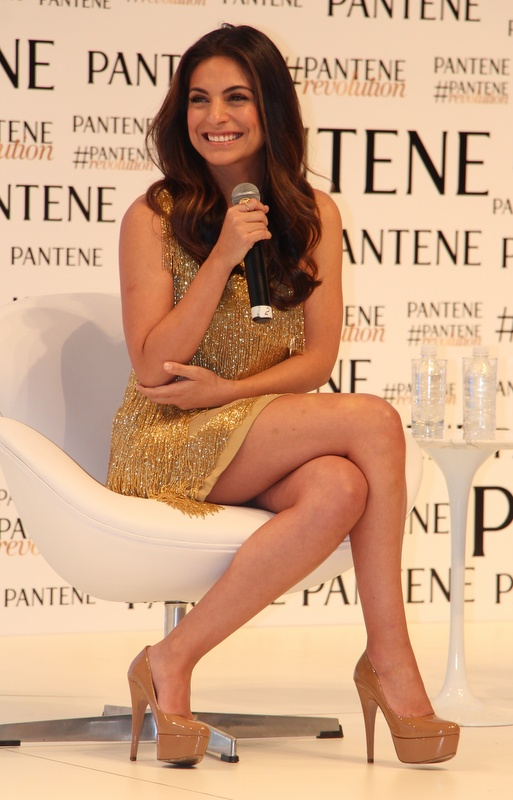
Ana Brenda Contreras como Alejandra Ponce Ruiz

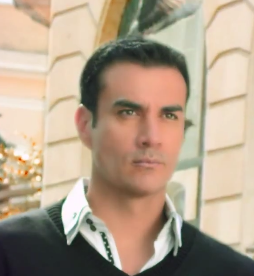
David Zepeda com Ricardo Bustamante

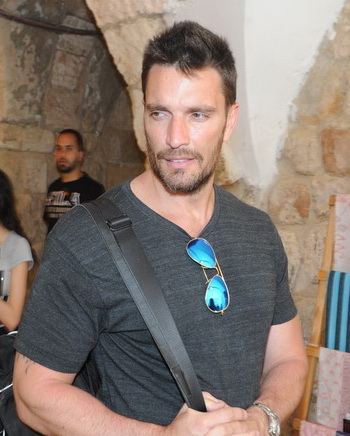
Julián Gil como Carlos Ibarra

- Ana Brenda Contreras - Alejandra Ponce Ruiz
- David Zepeda - Ricardo Bustamante
- Julián Gil - Carlos Ibarra
- José María Torre - Roberto Morelli Carvajal
- Sergio Basañez - Gustavo Soto
- Altaír Jarabo - Victoria Escalante
- Guillermo García Cantú - Alonso Vega
- Pablo Valentín - Benjamín Acosta
- Ilithya Manzanilla - Olivia Suárez
- Geraldine Bazán - Elena Fernández
- Moisés Arizmendi - Alan Páez
- Manuel Balbi - Leonardo Morán
- Víctor García - Juan López
- Eva Cedeño - Leticia Jara
- Azela Robinson - Paula Ruiz Ortega / de Ponce
- Roberto Ballesteros - Jaime Ponce
- Leticia Perdigón - Susana López
- Issabela Camil - Isabel Palacios de Soto
- Arlette Pacheco - Carmen Toledo
- Magda Karina - Sonia Reyes
- Nataly Umaña - Tatiana Medina
- Lourdes Munguía - Lourdes Magaña
- Polly - Alicia Cruz
- Daniela Álvarez - Fernanda "Fer" Álvarez
- Kimberly Dos Ramos - Sofia Alcocer Balcázar
- Marco Méndez - Javier Rivas
- Axel Ricco - Aureliano Martínez "el Ciego"
- Alejandra García - Lorena Fuentes
- Mar Zamora - Nancy Muñoz
- Julio Vallado - Miguel Durán
- Mauricio Rousselon - Agente Raúl Quiroz
- Marc Clotet - Adrián Carvallo[4]
- Alejandro Tommasi - Nicolás Morelli
- Elías Campos - Jesús Rodríguez "el Chivo"
- Diego Val - Ulises Sánchez "el Cuervo"
- Lucia Silva - Michelle Salgado

### Participações especiais
- Juan Carlos Barreto como Jacinto Dorantes
- Macaria como Marcia Muñiz
- Alejandro Ávila como Álvaro Domínguez
- Isaura Espinoza como Juez Alina Miranda
- Marco Muñoz como Ojeda
- Sofía Castro como Nora Ramos
- Martha Julia como Denise Fernández
- Aleida Núñez como Milena Téllez
- Renata Notni como Sol García
- Carmen Becerra como Ligia Cervantes
- Harry Geithner como Jorge García
- Daniela Luján como Valeria Zamudio de Ocampo
- Luis Romano como Fabián Ocampo
- Raquel Olmedo como Astrid Domínguez
- Claudia Troyo como Marcela Quiroz de Pérez
- Pilar Ixquic Mata como Laura
- Jorge Ortín como Lic. Ministerio Público
- María José Magán como Ana María
- Alex Sirvent como Arturo Hernández / Edgar Cardozo
- José Ron como Ramón Valdéz[5]
- María José como Patricia Linares
- Daniel Ducoing como Pedro Chávez Olmos
- Eugenio Cobo como Abogado de Pedro
- Alfredo Adame como Hugo Arteaga
- Ricardo Guerra como Edwin
- Juan Carlos Nava como Tomás Torres Martínez
- Andrea Ortega como Rosita
- Jacqueline Andere como Doña Virginia Ávalos Vda. de Díaz
- Ernesto Gómez Cruz como Plutarco Domínguez
- Luz María Jerez como Pilar Huerta
- Michel López como Vicente Iturbide
- Gina Pedret como Gilda Balderas
- Ana Lorena Elorduy como Imelda Huerta
- Aarón Villarreal como Eugenio Huerta
- Diego Otero como Claudio
- Efrén Rayero como Efrén
- Carlo Guerra como Luis
- Jaime Estrada como Abogado
- Luis Gatica como Fausto Olivera
- José Carlos Ruiz como Armando
- Ana Patricia Rojo como Lina Ávalos
- Andrea Torre como Nuria Guzmán
- Toño Mauri como Dr. Ávalos
- Lisette Morelos como Mariana
- Jesús Ochoa como Taxista
- Paty Díaz como Sara Hernández
- Francisco Gattorno como Damián Álvarez
- Flora Fernández como Jueza
- Daniel Rascón como «El Gato»
- Claudia Acosta como Florentina Garrido
- José Elías Moreno como Joel Muñiz[6]
- Ernesto D'Alessio como Agustín Tejeda
- Margarita Magaña como Lorenza Ceballos
- Axel Otero como Eduardo «Lalo» Tejeda
- Zaide Silvia Gutiérrez] como Silvia
- Ricardo Kleinbaum como Guillermo González
- Homero Ferruzca como Juan José Durán
- Jorge Richards como Abogado «Fragancias Eco»
- Teré Pavé como Jueza
- Pía Sanz como Giselle Salas
- Jackie Sauza como Diana Salas
- Sergio Zaldívar como Abogado Ministerio Público
- Fabián Robles como Pérez
- Eduardo Carbajal como César Muñiz
- Estefanía Romero como Lizbeth Herrera
- Andrea Guerrero como Adela Zárate
- Lía Ferré como Carolina Ruiz
- Carlos Bisdikian como Armando Ruiz
- Rodrigo Giménez como Miguel Carvajal
- María Andrea Araujo como Ileana Gallardo
- Mauricio García-Muela como René Escobedo
- Yurem Rojas como Francisco Arteaga
- José Miguel Pérez como Octavio Gotel «Tavo»
- Gabo Ornelas como Manuel Vidal
- Alejandro Peniche como Aarón Peralta
- Alejandra Zaid como Alexa Arteaga
- José Montini como Ramiro Dorantes
- Ramsés Alemán como Adrián Marín
- Paola Castillo como Aída
- Ana Carlin como Blanca
- Gerardo Murguía como Genaro Arteaga
- Eduardo Marban como Said Muñiz
- Santiago Guerrero como Brian Pérez
- Germán Gutiérrez como Sr. Ramos
- Carlos Gatica como Rodrigo Ávalos
- Laura Carmine[7] como Berenice de Argudín
- Adal Ramones como Alberto Argudín[7]
- Danna García como Fanny Quiroz de Valdéz[7]
- Pedro Prieto como Alfonso
- Joshua Gutiérrez como Fermín Díaz
- Raúl Magaña como Raúl Franco
- Eduardo Liñán como Juez Marrufo
- Diana Motta como Mía
- Diego Cornejo como El Pollo
- Gloria Aura como Inés
- Ricardo Fastlicht como Sr. Méndez
- David Ostrosky como Saúl Morales
- Sandra Beltrán como Julieta
- Jade Fraser como Rocío de Durán
- Carlos Barragán como Abogado de Milena
- Gilberto Romo como Daniela Segura[8]
- Alejandro Ibarra como Darío Durán
- Pepe Olivares como Gregorio Lara
- José Carlos Farrera como Gutiérrez
- Luis Xavier como Mauricio Gutiérrez
- Dobrina Cristeva como Jimena Beristain
- Natalia Juárez como Ana Torres Beristain «Anita»
- Nuria Bages como Cynthia
- Francisco Díaz como Joaquín Leal
- Silvia Manríquez como Melina Manríquez
- Talía Marcela como Hilda Toledo
- Gabriela Zamora como Guadalupe «Lupita»
- Óscar Bonfiglio como Octavio Guzmán
- Nora del Águila como Madre de Rocío
- Héctor Cruz Lara como Papá de Rocío
- Amanda Libertad como Mónica
- Aitor Iturrioz como Óscar
- Roberto Sen como David
- Gilberto de Anda como Felipe

Segunda Temporada
- Erika Buenfil como Camila Balcázar de Alcocer[9]
- Rafael del Villar como Sergio Cervantes
- Nora Salinas como Raquel Campos
- Laura Ferreti como Ariadna Campos de Cervantes
- Federico Ayos como Julio Cervantes
- Mauricio Abularach como Samuel Villela
- Ivonne Montero como Miriam Villela
- Ricardo Vera como Juez
- Marlene Favela como Mónica Almazán / Verónica
- Diego de Erice como David Aguirre
- Agustín Arana como Damián Zavala
- Chiquinquirá Delgado como Cristina Valero
- Lilia Aragón como Gabriela de Valero
- Luis Couturier como Uriel Valero
- Dalilah Polanco como Estefanía Córdova
- Roberto D'Amico como Felipe Noriega
- Norma Herrera como Lucrecia de Noriega
- Ferdinando Valencia como Víctor
- Eugenia Cauduro como Josefina Pulido
- Elvira Monsell como Eugenia
- Marisol del Olmo como Rocío Arriola de Olguín
- Arturo Carmona como Daniel Olguín
- Helena Rojo como Lucía Carvajal de Morelli
- Sugey Ábrego como Sara Monroy
- Alberto Estrella como Diego Molina
- Cecilia de la Cueva cómo Milagros Samperio
- Armando Andrade como Jorge Aguirre
- Rodrigo Murray como Armando Aguirre
- Patrícia Navidad como Cecilia de Aguirre
- Virginia Marín como Martha

## Produção
- As gravações da primeira temporada começaram em 6 de novembro de 2017 e terminaram em 31 de maio de 2018.[10]
- Em 10 de maio de 2018, foi confirmada a segunda temporada.[11]
- As gravações da segunda temporada começaram em 11 de junho de 2018.[12]

## Audiência

### Primeira Temporada
| Horário             | # Eps. | Estreia                 | Estreia           | Final               | Final           | Posição | Temporada | Classificação geral |
| Horário             | # Eps. | Data                    | Primeiro capítulo | Data                | Último capítulo | Posição | Temporada | Classificação geral |
| ------------------- | ------ | ----------------------- | ----------------- | ------------------- | --------------- | ------- | --------- | ------------------- |
| Segunda—Sexta 21h30 | 91     | 12 de fevereiro de 2018 | 3.1               | 17 de junho de 2018 | 2.1             | #1      | 2018      | 2.84                |

### Segunda Temporada
| Horário             | # Eps. | Estreia             | Estreia           | Final               | Final           | Posição | Temporada | Classificação geral |
| Horário             | # Eps. | Data                | Primeiro capítulo | Data                | Último capítulo | Posição | Temporada | Classificação geral |
| ------------------- | ------ | ------------------- | ----------------- | ------------------- | --------------- | ------- | --------- | ------------------- |
| Segunda—Sexta 21h30 | 91     | 03 de março de 2019 | 3.1               | 05 de julho de 2019 | 2.7             | #1      | 2019      | 2.77                |

A segunda temporada estreou em 3 de março de 2019 com um total de 3 milhões de pessoas, segundo dados obtidos pela Nielsen Ibope México.

## Prêmios e Indicações

### Premios TVyNovelas
| Ano  | Categoria                    | Nomeados                                                                 | Resultados |
| ---- | ---------------------------- | ------------------------------------------------------------------------ | ---------- |
| 2019 | Melhor telenovela            | José Alberto Castro                                                      | Indicado   |
| 2019 | Melhor ator protagonista     | David Zepeda                                                             | Indicado   |
| 2019 | Melhor vilão                 | Julián Gil                                                               | Indicado   |
| 2019 | Melhor primeiro ator         | Guillermo García Cantú                                                   | Indicado   |
| 2019 | Melhor atriz co-estrelar     | Altair Jarabo                                                            | Indicada   |
| 2019 | Melhor ator co-estrelar      | José María Torre                                                         | Indicado   |
| 2019 | Melhor adaptação             | Mónica Agudelo, José Alberto Castro, Vanesa Varela, e Fernando Garcilita | Indicados  |
| 2019 | Melhor direção de câmeras    | Bernardo Najera e Mauricio Manzano                                       | Indicados  |
| 2019 | Melhor elenco                | José Alberto Castro                                                      | Indicado   |
| 2020 | Melhor telenovela            | José Alberto Castro                                                      | Indicada   |
| 2020 | Melhor primeiro ator         | Guillermo García Cantú                                                   | Indicado   |
| 2020 | Melhor adaptação             | José Alberto Castro, Vanessa Varela e Fernando Garcilita                 | Indicados  |
| 2020 | Os favoritos do público 2020 |                                                                          |            |
| 2020 | O vilão mais belo            | Julián Gil                                                               | Indicado   |
| 2020 | O mais belo                  | David Zepeda                                                             | Indicado   |
| 2020 | O maduro mais belo           | Guillermo García Cantú                                                   | Indicado   |
| 2020 | O melhor final               | José Alberto Castro                                                      | Indicado   |
| 2020 | Melhor elenco                | José Alberto Castro                                                      | Indicado   |